# Peter Heerschop
Petrus Theodorus (Peter) Heerschop (Bussum, 7 september 1960) is een Nederlandse cabaretier, acteur, televisieprogrammamaker, regisseur en schrijver.

## Carrière
Heerschop ging na het Sint-Vituscollege, een havo/vwo-school in Bussum, naar de Academie voor Lichamelijke Opvoeding. Hier leerde hij Joep van Deudekom kennen, met wie hij goede vrienden werd. Viggo Waas zat twee klassen lager. Eind jaren tachtig richtten ze cabaretgroep NUHR op en deden in 1987 totaal onvoorbereid mee aan Cameretten, waar ze tot in de finale doordrongen.
Hij was te zien in de televisieprogramma's Kopspijkers en Vrienden van Van Swieten. Aan beide programma's schreef hij zelf ook mee.
Met Hans Sibbel (Lebbis) maakte hij in juni 2003 voor Net5 het programma 127 wensen: op reis met... Het programma was een combinatie van een reisprogramma en een natuur-documentaire. Het werd afgewisseld met stukjes uit het theater, waar ze een publiek over hun avonturen vertelden. Hij speelde een leraar in de film Shouf Shouf Habibi! en de hoofdrol in de korte film Balbezit.
In 2006 maakte hij zijn theaterregiedebuut met het stuk Het Goede Lichaam, de opvolger van De Vagina Monologen, beide geschreven door Eve Ensler.
In 2008 en 2009 presenteerde Peter Heerschop samen met Viggo Waas het Gala van de Nederlandse film, waarin de Gouden Kalveren werden uitgereikt. Vanaf medio 2009 was hij actief als teamcaptain bij het quizprogramma Ik hou van Holland bij RTL 4, als opvolger van Beau van Erven Dorens. Omdat hij zijn teamcaptainschap niet kon combineren met zijn theaterwerk stopte hij hier in 2011 mee. Zijn opvolger werd Guus Meeuwis. Met Viggo Waas maakte Heerschop ook de online videoserie De Voetbalkantine voor de website www.voetbal.nl, waarbij de amateurvoetbalclubs op ludieke wijze werden gevolgd. In seizoen 2011-2012 is Heerschop teamcaptain bij het programma Wat vindt Nederland?, samen met Katja Schuurman en Jack Spijkerman.
Sinds 2014 speelt hij een van de hoofdrollen in de comedyserie Jeuk, naast Thomas Acda.
Vanaf 2018 toert Heerschop door het land met zijn solocabaretvoorstelling De minister van enthousiasme.
In 2022 verscheen van zijn hand het boek 128 - Bibian Mentel winnaar van zoveel meer dan Goud alleen.
In 2024 was Heerschop kandidaat bij het 23e seizoen van De Slimste Mens.

### Columns bij Radio 538
Van 2002 tot en met 2018 verzorgde Heerschop iedere vrijdagochtend een weekoverzicht genaamd Lieve Marianne, in het radioprogramma Evers Staat Op van Edwin Evers op Radio 538. Hierin gaf Heerschop vaak op satirische wijze zijn kijk op het nieuws van de week. Bij serieuzere onderwerpen, bijvoorbeeld rampen of terreuraanslagen, betuigde Heerschop vaak zijn medeleven aan de slachtoffers, vaak op een manier die luisteraars ook raakte of deed nadenken. De naam van dit overzicht is ontleend aan schaatsster Marianne Timmer, aan wie hij het overzicht zogenaamd vertelt. Het onderdeel werd namelijk bedacht tijdens de Olympische Winterspelen van 2002 in Salt Lake City. Tijdens de Olympische Spelen in Vancouver deed hij deze column samen met Viggo Waas elke dag. Dit was ook het geval tijdens de Olympische Winterspelen van 2014 en 2018, en de Olympische Spelen van 2016.
In oktober 2007 verscheen het boek Lieve Marianne, een selectie van gebundelde columns waarmee Peter elke vrijdagmorgen bij Radio 538 de week uit en het weekend in luidt. Van dit boek is ook een luisterboek verschenen. In november 2008 is het tweede boek uit de reeks Lieve Marianne verschenen. In oktober 2009 verscheen Lieve Marianne deel 3. De gehele reeks Lieve Marianne wordt uitgegeven door FC Klap.
Op 21 december 2018, tijdens de laatste uitzending van Evers Staat Op, deed Heerschop zijn laatste Lieve Marianne op Radio 538. Desondanks bleef Heerschop het nieuws volgen en daarover schrijven, zo gaf hij aan in het tv-programma Jinek. Naar aanleiding daarvan vroeg Evers' opvolger Frank Dane of Heerschop niet nog één keer een column wilde doen bij 538. Heerschop ging akkoord en kwam in de nieuwe ochtendshow eenmalig met "een soort van" Lieve Marianne. Kort daarna zou Heerschop terugkeren met een nieuwe wekelijkse column in de Ochtendshow van 538, die de naam "De Week van Peter" kreeg. Deze columns beginnen wel nog steeds met de aanhef "Lieve Marianne" en komen qua stijl overeen met de columns ten tijde van Evers Staat Op. In 2019 werd één van deze columns verkozen tot het Radiomoment van het jaar.
In 2022 maakte de zender 538 plotseling een einde aan de column van Peter Heerschop.

## Televisie
- 2002 - Familie van der Ploeg (VPRO) - Broer
- 2003 - 127 wensen (Net5) - Zichzelf als medepresentator
- 2004 - Kopspijkers (VARA) - Diverse persiflages
- 2006 - Koppensnellers (Tien) - Diverse persiflages
- 2007 - Najib wordt wakker (VARA) - Zichzelf
- 2007 - Balbezit - Willem
- 2009 - Het Sinterklaasjournaal: De Meezing Moevie (NTR) - Huiseigenaar
- 2009 - Sorry, Minister (VPRO) - Privé-secretaris Maarten Huls
- 2009 - 2011 - Ik hou van Holland (RTL 4) - Zichzelf als teamcaptain
- 2011 - Wat vindt Nederland? (RTL 4) - Zichzelf als teamcaptain
- 2012 - Mannen van een zekere Leeftijd (RTL 4) - Zichzelf
- 2013 - Volgende Week (RTL 4) - Zichzelf als vaste tafelgast
- 2014 - 2018 - Jeuk (VARA) - Zichzelf[5]
- 2016 - 24 uur met... (KPN Presenteert) - Zichzelf als presentator
- 2017 - De Kleine Lettertjes - Zichzelf als deelnemer
- 2025 - Hart tegen hart - Zichzelf als deelnemer

## Film
- 2012 - Mees Kees - Onderwijsinspecteur
- 2018 - Het hart van Hadiah Tromp - Commandeur G. Tromp
- 2020 - Groeten van Gerri - Vlogger
- 2021 - Herrie in Huize Gerri - Olaf
- 2022 - Ome Cor - Meneer Vermeulen

### Bestseller 60
| Boeken met noteringen in de Nederlandse Bestseller 60 | Jaar van verschijnen | Datum van binnenkomst | Hoogste positie | Aantal weken | Opmerkingen                    |
| ----------------------------------------------------- | -------------------- | --------------------- | --------------- | ------------ | ------------------------------ |
| Lieve Marianne                                        | 2007                 | 14-11-2007            | 48              | 2            |                                |
| Infarct                                               | 2023                 | 15-03-2023            | 12              | 3            | in samenwerking met Viggo Waas |